# Spaarndamsebrug
De Spaarndamsebrug is een vaste brug in de Noord-Hollandse stad Haarlem. De brug ligt in de Spaarndamseweg, waaraan de brug zijn naam ontleent. De brug overspant de Jan Gijzenvaart en is gebouwd in 1940. De brug zorgt voor een directere ontsluiting van de meest noordelijke wijken in Haarlem-Noord, Velserbroek en Santpoort met de Waarderpolder via de Schoterbrug en de rest van Haarlem.